# Квятковский, Збигнев
Збигнев Квятковский (пол. Zbigniew Kwiatkowski; род. 2 апреля 1985, Млава) — польский гандболист, защитник клуба «Погонь» (Щецин) и сборной Польши. Серебряный призёр чемпионата мира 2007 года, кавалер Золотого креста Заслуги. Пятикратный чемпион Польши, трёхкратный обладатель Кубка Польши.